# Little Witchingham
Little Witchingham – wieś w Anglii, w hrabstwie Norfolk, w dystrykcie Broadland. Leży 17 km na północny zachód od Norwich i 162 km na północny wschód od Londynu.
Miejscowość liczy 36 mieszkańców.